# Sinaloa de Leyva
Sinaloa de Leyva è una città nel Messico.